# Chi Cúc chuồn
Chi Cúc chuồn hay còn gọi chi sao nhái, chi chuồn chuồn, hoa cánh bướm (danh pháp khoa học: Cosmos) là một chi của khoảng 20-42 loài thực vật sống một năm hay lâu năm trong họ Cúc (Asteraceae), có nguồn gốc tại các vùng đất nhiều bụi rậm và bãi cỏ của México (tại đây có nhiều loài nhất), miền nam Hoa Kỳ (Arizona, Florida), Trung Mỹ và miền bắc Nam Mỹ kéo dài về phía nam tới Paraguay.
Chúng là các loài cây thân thảo cao khoảng 0,3–2 m. Các lá có thể là đơn, lông chim hay lông chim kép và mọc thành các cặp đối. Hoa mọc thành cụm hoa dạng đầu với một vòng các chiếc hoa tia rộng bản phía ngoài và một đĩa các chiếc hoa nhỏ phía trong; màu hoa thay đổi tùy theo loài.

## Các loài
Dưới đây liệt kê một số loài được chấp nhận.
- Cosmos atrosanguineus: Cúc vạn thọ sôcôla
- Cosmos bipinnatus: Cúc ngũ sắc, cúc chuồn chuồn, cúc Mexico, cốt mốt, sao nhái
- Cosmos carvifolius
- Cosmos caudatus: Sao nhái hồng, sao nhái hường, cúc chuồn hồng
- Cosmos concolor
- Cosmos crithmifolius
- Cosmos deficiens
- Cosmos diversifolius: Sao nhái đỏ
- Cosmos gracilis
- Cosmos herzogii
- Cosmos intercedens
- Cosmos jaliscensis
- Cosmos juxtlahuacensis
- Cosmos landii
- Cosmos langlassei
- Cosmos linearifolius
- Cosmos longipetiolatus
- Cosmos mattfeldii
- Cosmos mcvaughii
- Cosmos microcephalus
- Cosmos modestus
- Cosmos montanus
- Cosmos nelsonii
- Cosmos nitidus
- Cosmos ochroleucoflorus
- Cosmos pacificus
- Cosmos palmeri
- Cosmos parviflorus
- Cosmos peucedanifolius
- Cosmos pilosus
- Cosmos pringlei
- Cosmos purpurens
- Cosmos purpureus
- Cosmos reptans
- Cosmos scabiosoides
- Cosmos schaffneri
- Cosmos scherfii
- Cosmos sessilis
- Cosmos sherffii
- Cosmos steenisiae
- Cosmos sulphureus: Cúc vạn thọ vàng, chuồn chuồn hoa vàng, hoa chuồn chuồn
- Cosmos tenellus

### Trồng và sử dụng
Vài loài trong chi này là các loại cây cảnh trong vườn, bao gồm Cosmos bipinnatus ("cúc Mexico"), C. atrosanguineus ("cúc vạn thọ sôcôla") và Cosmos sulphureus ("cúc chuồn"). Hàng loạt các giống lai và giống trồng đã được chọn lựa và đặt tên.

## Thư viện ảnh

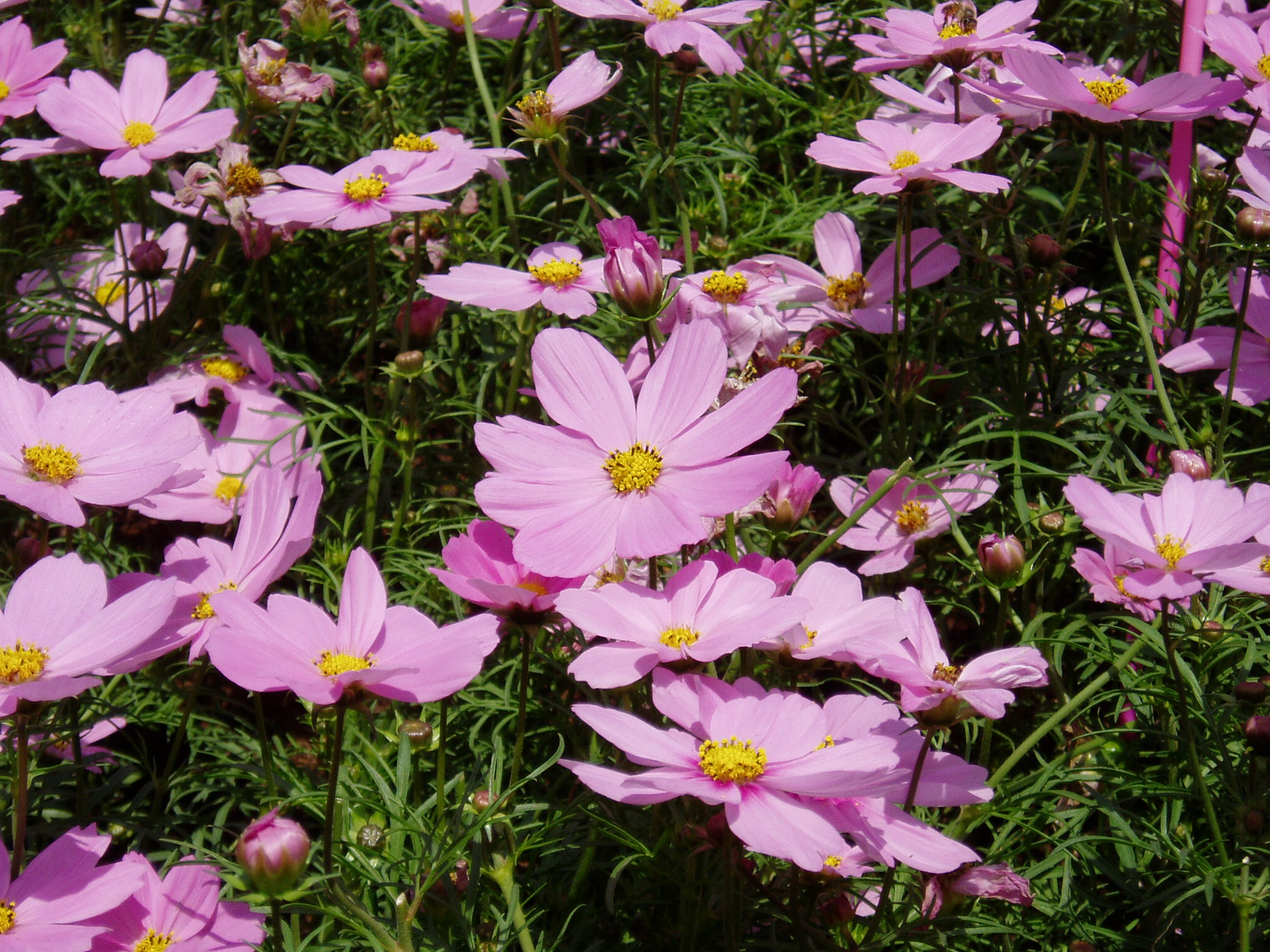
Cosmos bipinnatus ở Hồng Kông
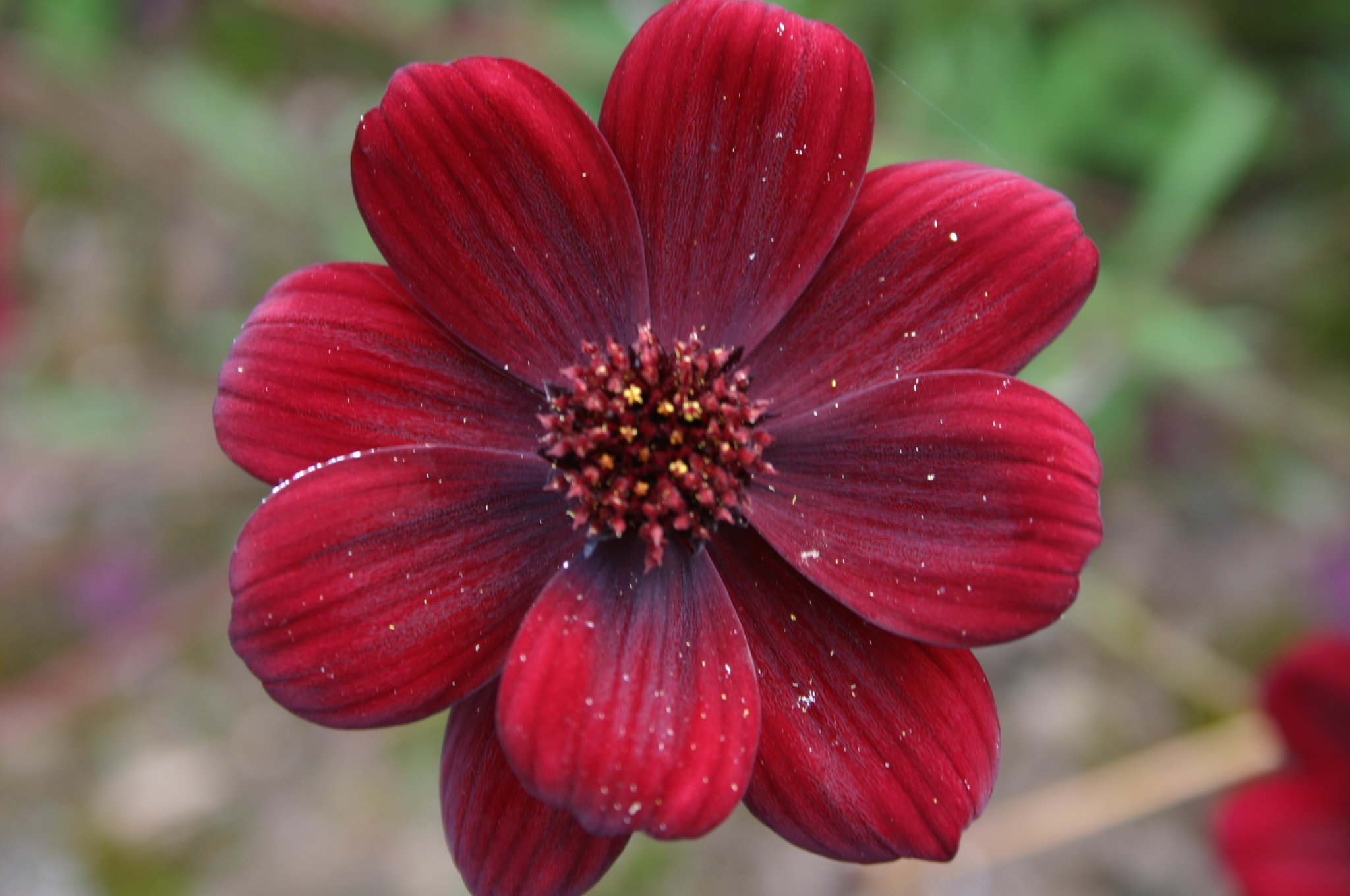
Cosmos atrosanguineus
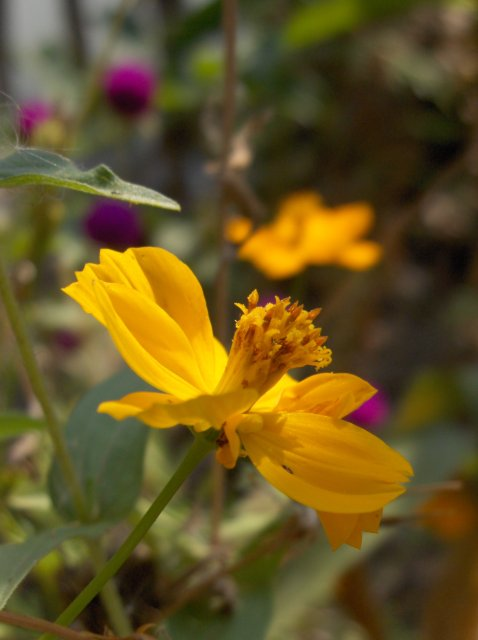
Hoa cúc chuồn tại Thái Lan
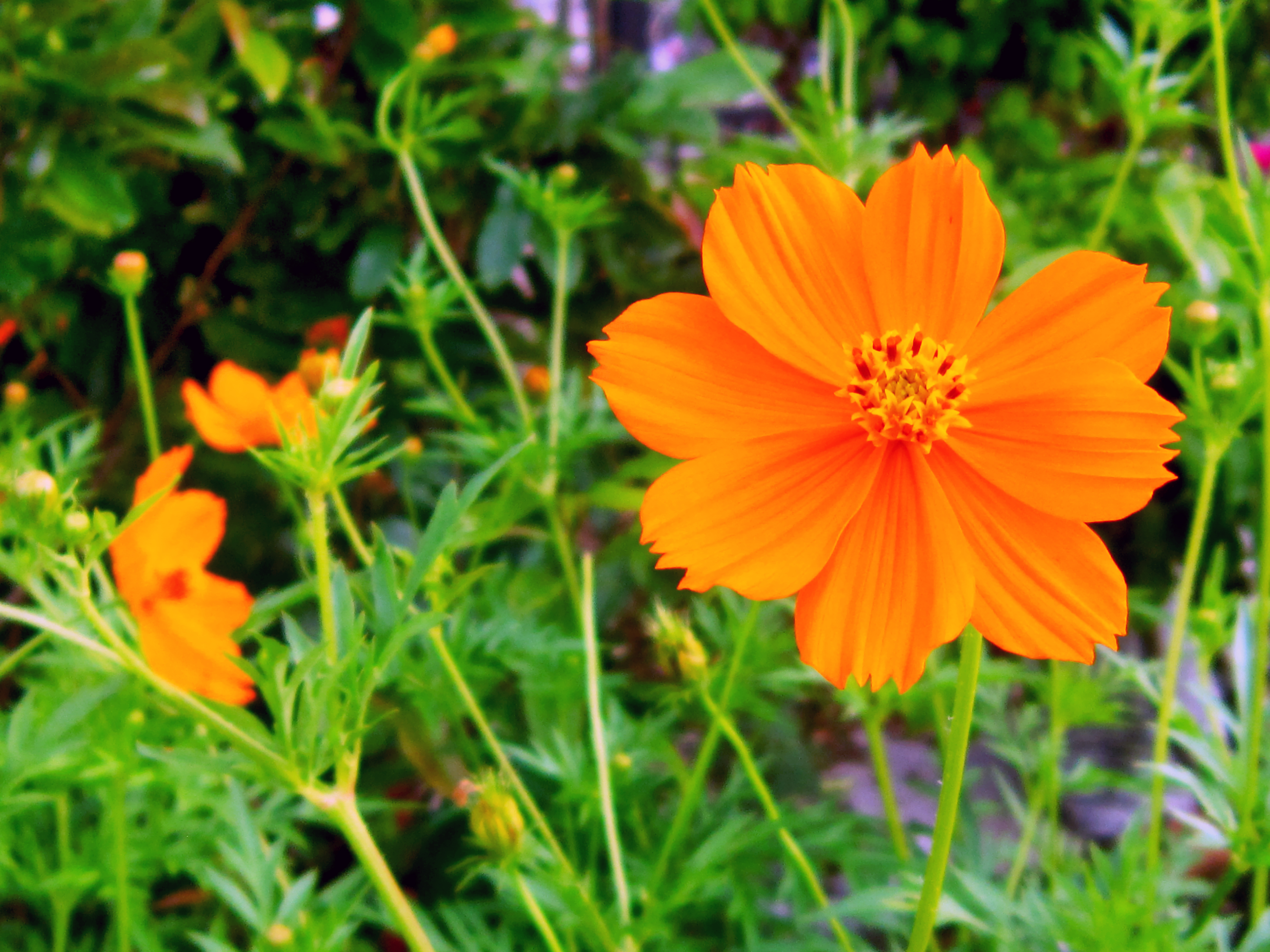
Hoa sao nhái có màu vàng sậm ở Long Xuyên
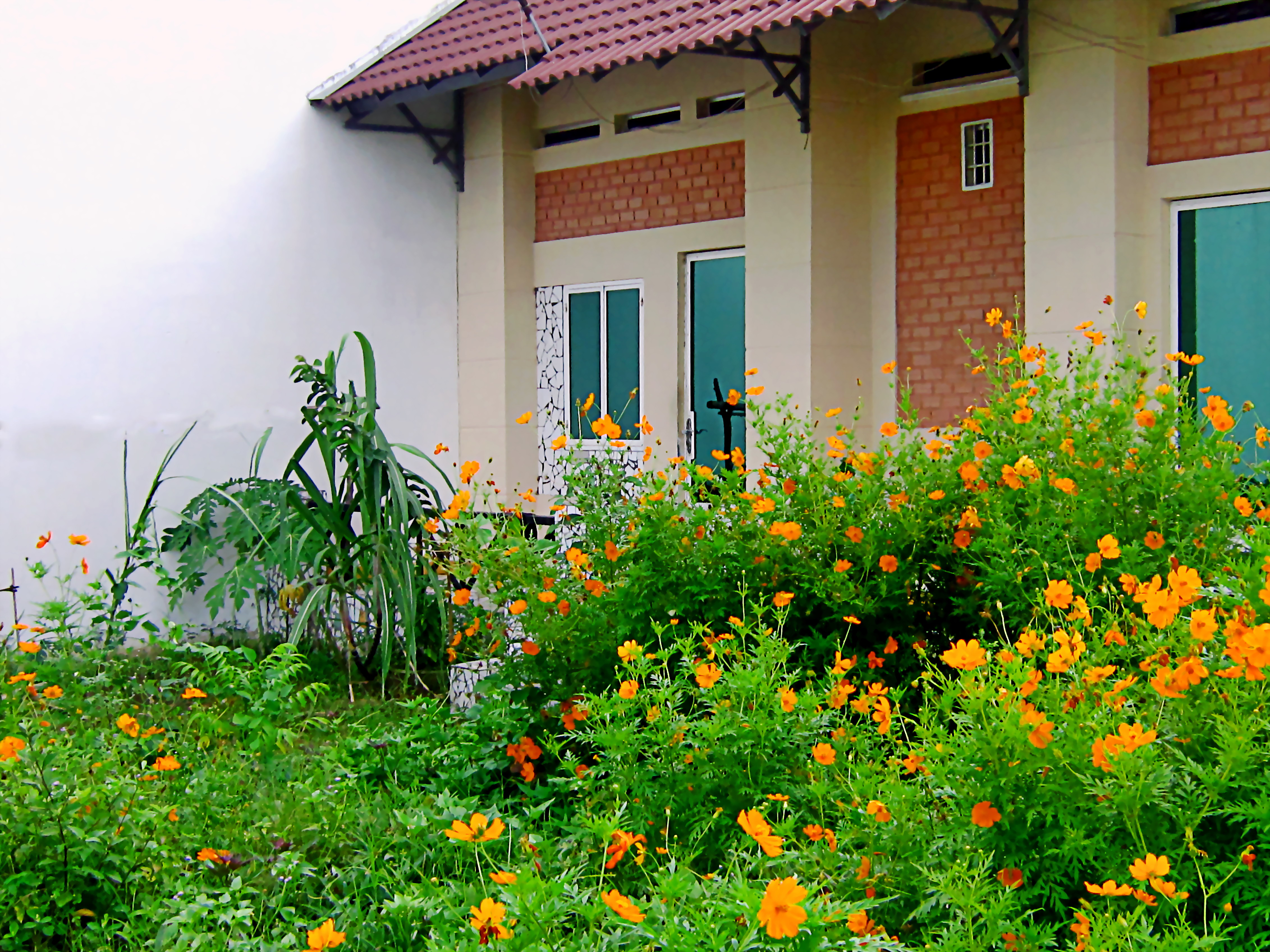
Hoa sao nhái được trồng làm cảnh.
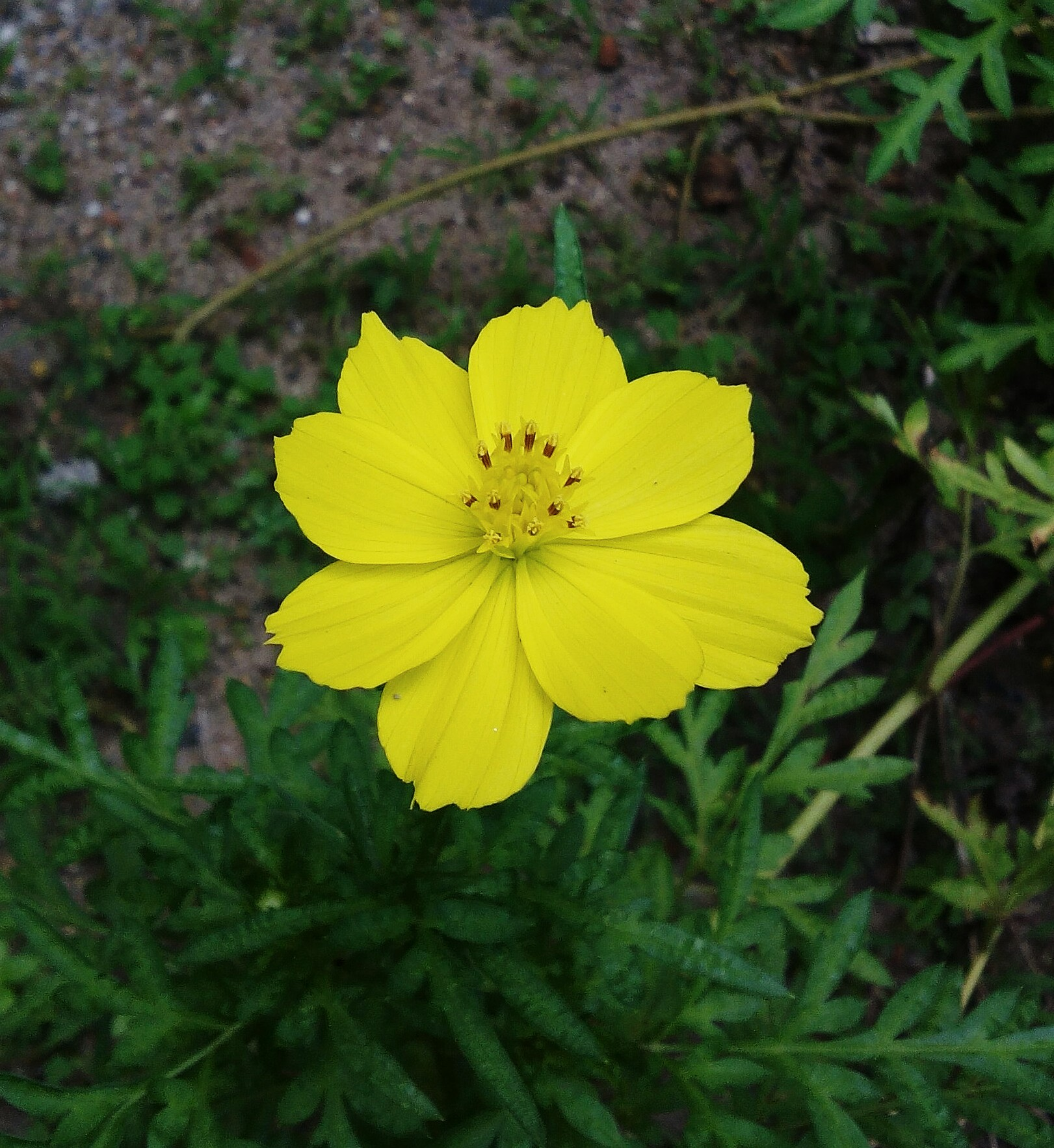
Cosmos sulphureus, Chuồn chuồn hoa vàng ở Kerala, Ấn Độ
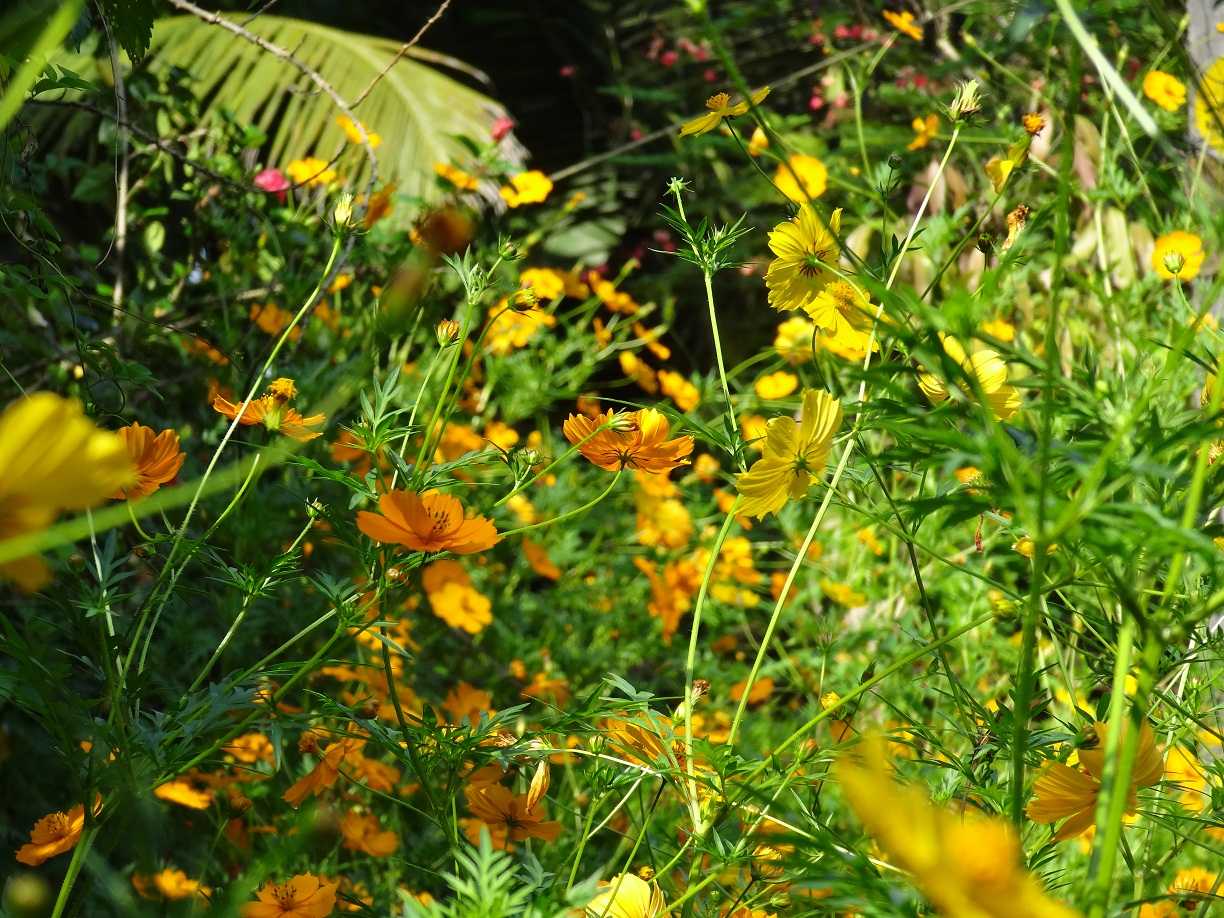
Chuồn chuồn hoa vàng-cam ở Kerala, Ấn Độ
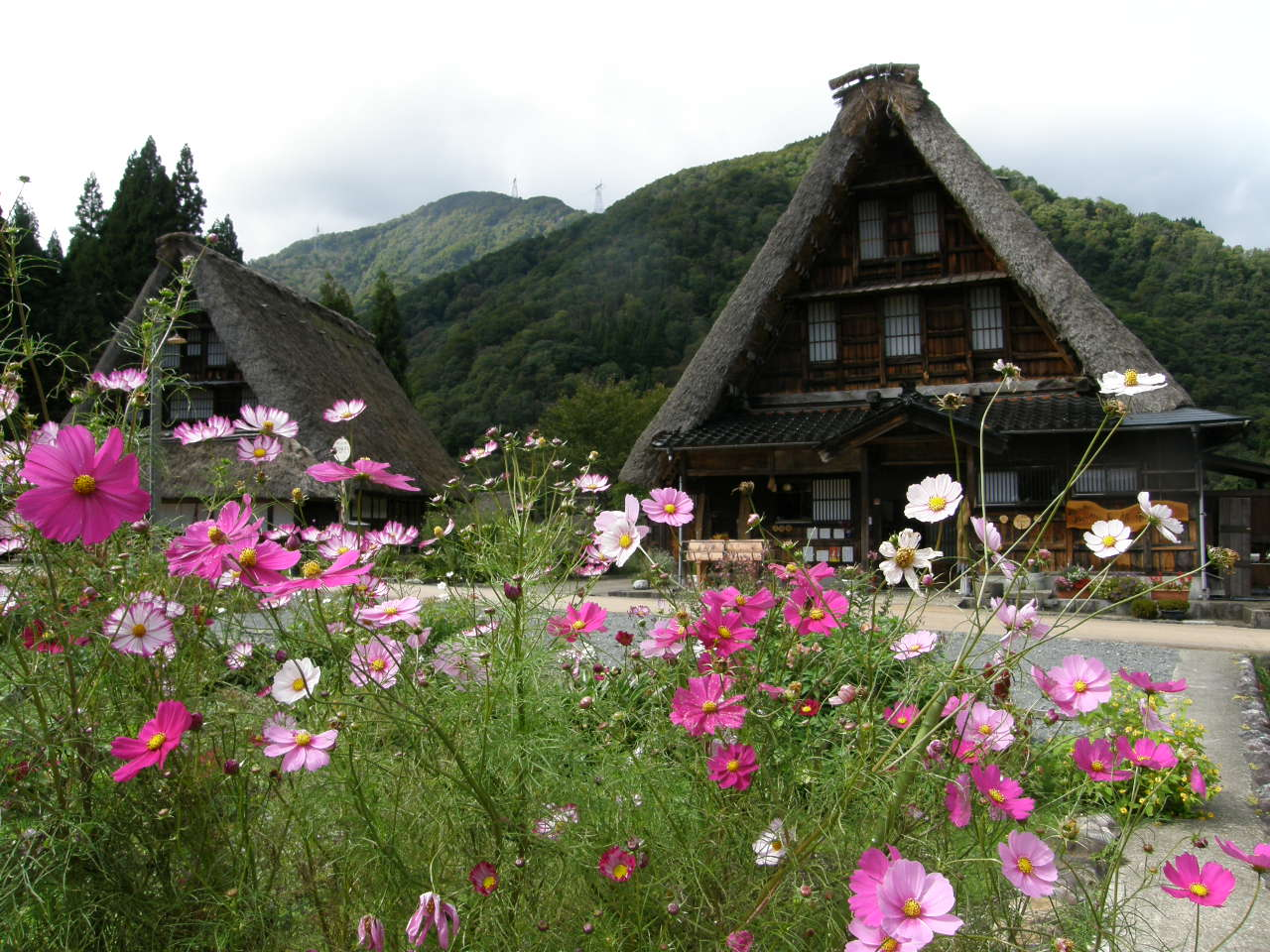
Hoa chuồn chuồn và nhà cổ ở Nhật Bản
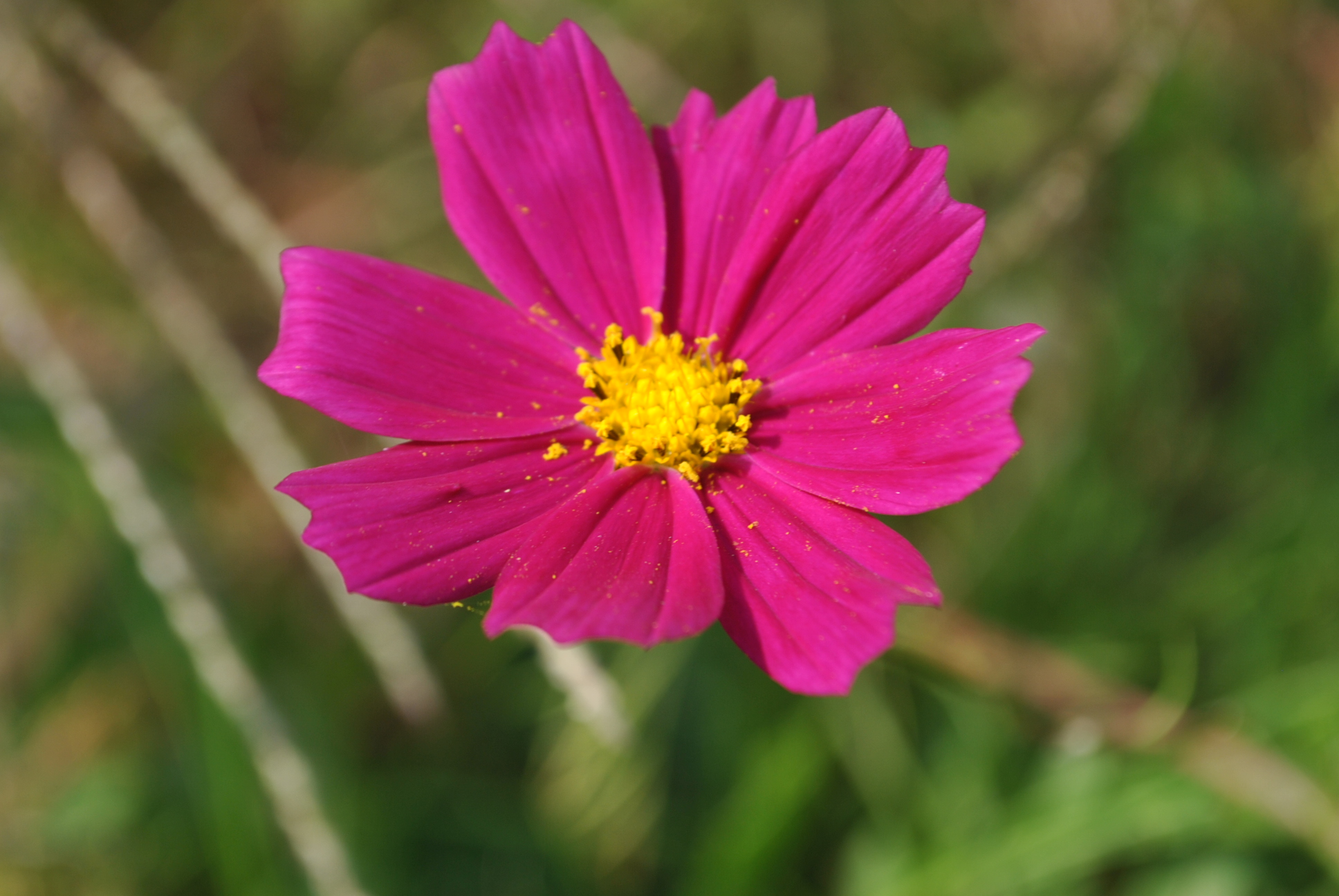
Hoa chuồn chuồn ở Hàn Quốc
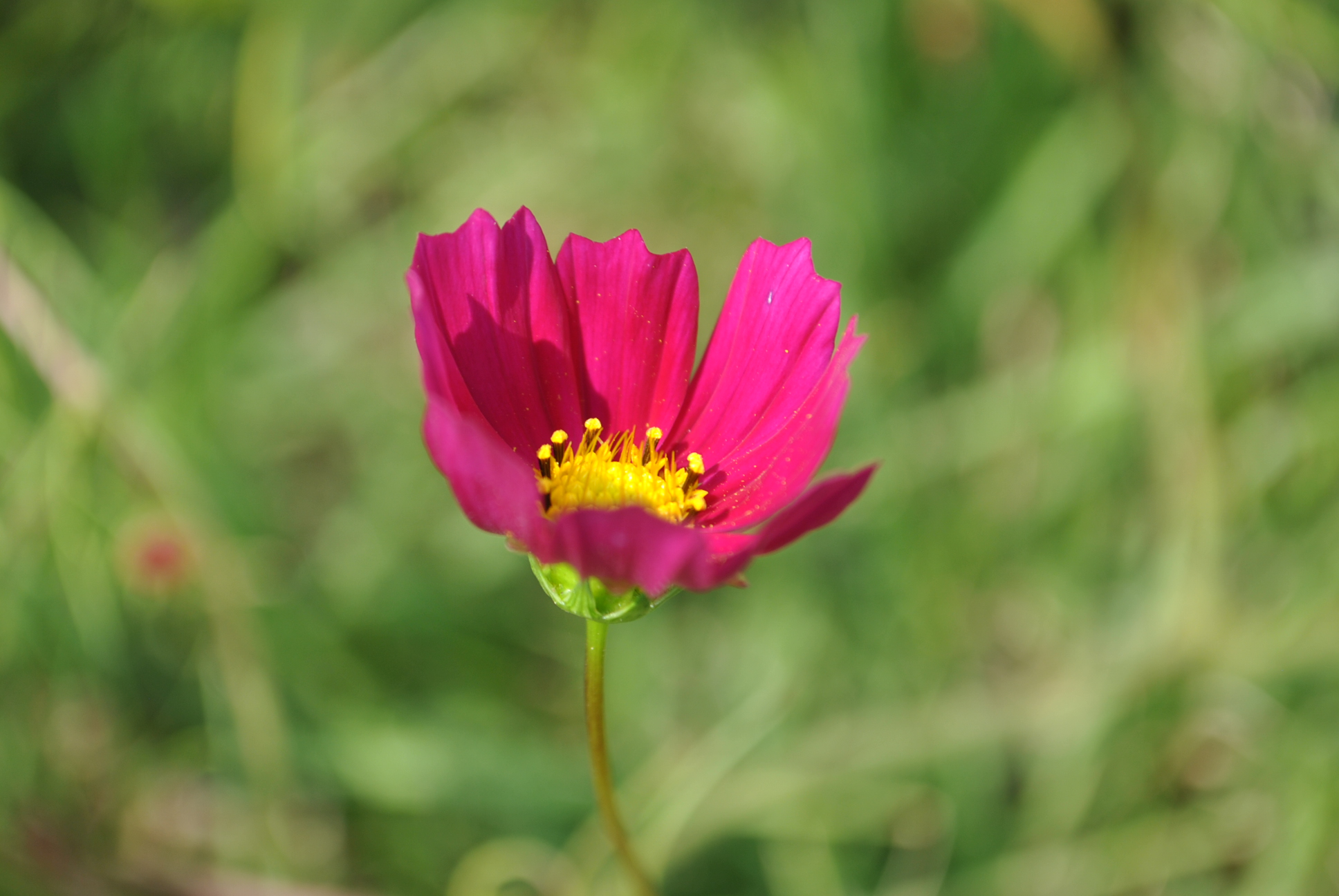
Hoa chuồn chuồn ở Hàn Quốc
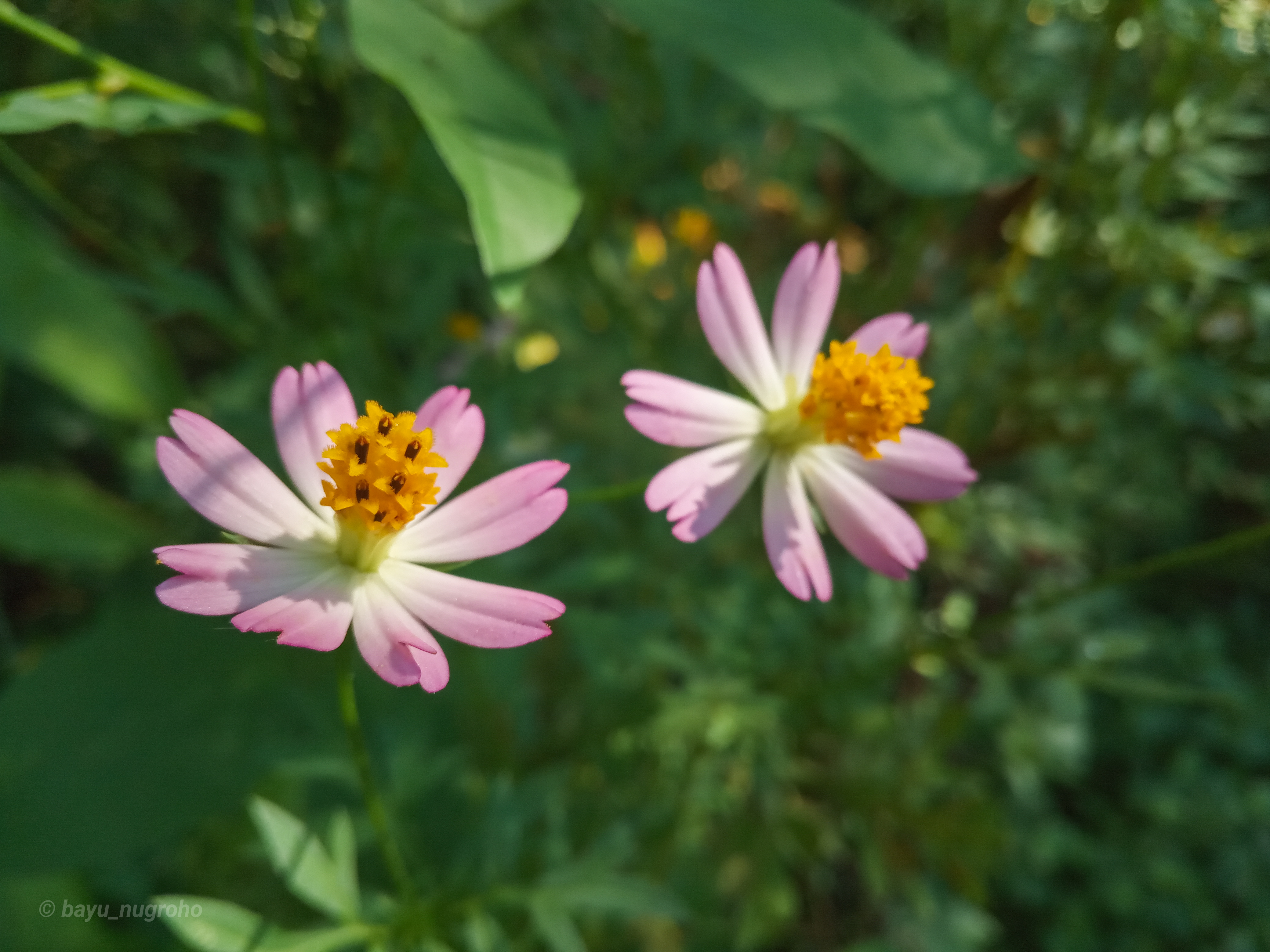
Cosmos caudatus
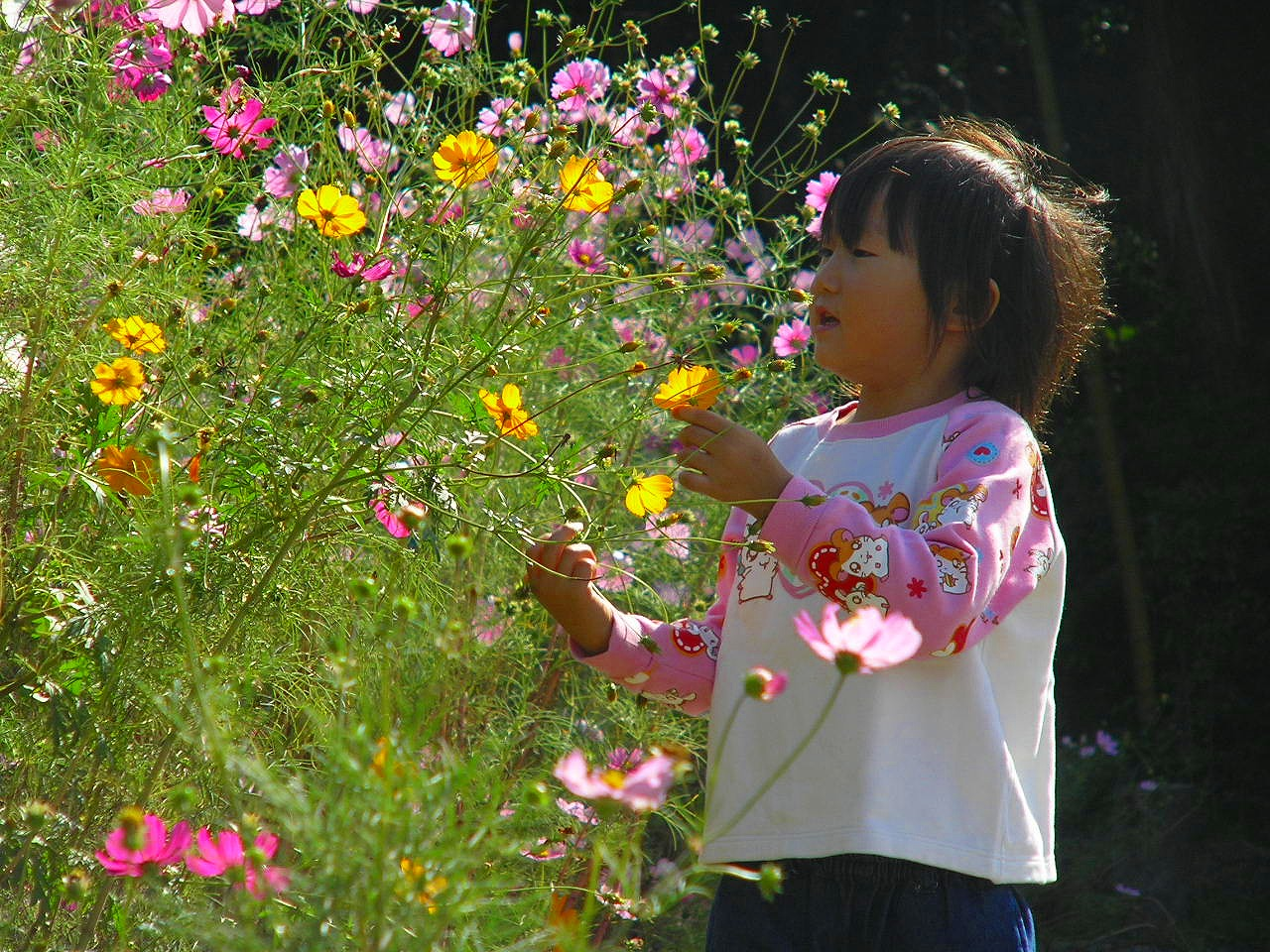